# Nina Bang

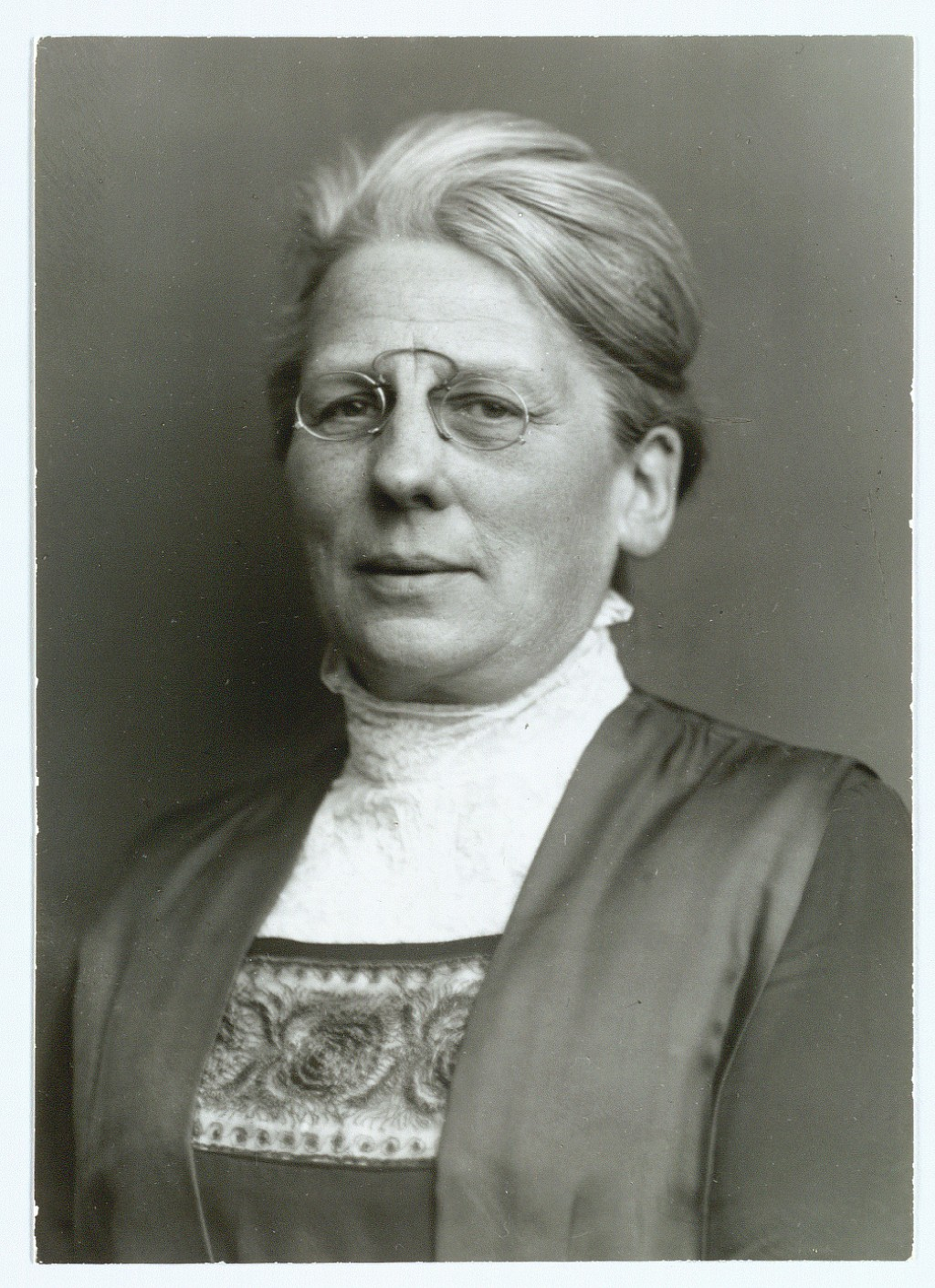

Nina Henriette Wendeline Bang, geboren Ellinger (Kastellet, Kopenhagen, 6 oktober 1866 – Kopenhagen, 25 maart 1928) was een Deense politica en geschiedkundige. Ze staat internationaal bekend als de bezorger van de eerste twee boekdelen van de Sonttoltabellen. In Denemarken is ze vooral gekend als sociaaldemocratische politica: ze was vanaf 1903 lid van het partijbestuur van de Deense sociaaldemocraten, werd in 1918 volksvertegenwoordiger en was minister van onderwijs en daarme de eerste vrouwelijke minister in Denemarken. Ze was getrouwd met Gustav Bang.

## Levensloop
Bang werd op 6 oktober 1866 geboren als dochter van krijgsraad en hoornblazer Heinrich August David Ellinger (1826-1914) en Charlotte Ida Friedericke Preuss (1834-1883). Ze groeide op in een conservatief middenklassemilieu. Haar broer Heinrich Oscar Günther Ellinger, natuurkundige en politicus, werd lid van de Landsting voor Højre, een conservatieve partij die in 1915 opging in Det Konservative Folkeparti. Ze studeerde geschiedenis aan de universiteit van Kopenhagen, waar ze in 1894 afstudeerde met een meestergraad. Inmiddels was ze marxist en lid van de sociaaldemocraten geworden. In 1895 trouwde ze met Gustav Bang, ook een marxist en historicus, die in 1915 overleed. Ze begon als journaliste te schrijven voor Social-Demokraten, de belangrijkste sociaaldemocratische partijkrant, waar zij politieke, historische en economische thema's behandelde. Hun dochter Merete werd geboren in 1903. Nina Bang was vanaf hetzelfde jaar lid van het partijbestuur van de Deense sociaaldemocraten, waar ze de enige vrouw in het bestuur was totdat Marie Nielsen in 1918 ook bestuurslid werd. Van 1913 tot 1918 was ze socialdemocratisch lid van de Kopenhaagse stadsraad, in 1918 werd ze lid van de Landsting bij de eerste verkiezing waar het vrouwenkiesrecht gold. Als volksvertegenwoordiger richtte zij zich op financiën en vertegenwoordigde ze de partij in het buitenland.

### Als historica
Bang was als historica gespecialiseerd in de zestiende-eeuwse handel. Haar aandacht ging in het bijzonder uit naar de gegevens in het Deense Rijksarchief over de Sonttol, die van 1429 tot 1857 geïnd werd bij Kronborg. Ze zag de eeuwenlange optekeningen van de passerende schepen, hun herkomst en het type en de waarde van de vracht als unieke historische getuigen van de economische geschiedenis van Denemarken, de Hanze, het Oostzeegebied, Nederland en Engeland. Het vereiste veel werk om de gegevens te onderzoeken en zij bracht de eerste twee delen van Tabeller over Skibsfart og Varetransport gennem Øresund uit in 1906 en 1922. In totaal zou het project tot zeven boekdelen leiden en Bangs bijdrage geldt als pionierswerk. Haar interpretatie dat de plaats van herkomst meestal gelezen dient te worden als de thuishaven van een schip is echter onhoudbaar gebleken.
Zij schreef ook een biografie over Karl Marx, die in 1918 uitkwam.

### Als minister
Bang werd de eerste vrouwelijke minister in de geschiedenis van Denemarken, toen op 23 april 1924 ze minister van onderwijs werd in het minderheidskabinet Stauning dat van 1924 tot 1926 aan de macht was. Hierdoor werd ze de eerste vrouwelijke minister in een internationaal erkende en parlementaire regering. Zij wou het onderwijsstelsel democratiseren, de invloed van de staatskerk terugdringen (Bang was atheïst) en de opleiding van leraren verbeteren. Bang veroorzaakte een opschudding toen ze in 1925 bij de gelegenheid ter ere van de 50ste jaardag van het nieuwe gebouw van het Deense Koninklijke Theater in 1924 het verbood om het ouverture van Elverhøj ("Elvenheuvel") en dus het koninklijke-militaire volkslied Kong Kristian te spelen. Wanneer een groep studenten toch het volkslied direct tot koning Christian X richtten, weigerde ze om als gebruikelijk op te staan. Als enige minister bleef Bang stug zitten. Na de verkiezingsnederlaag van de sociaaldemocraten in 1926 bleef ze lid van de Landsting, maar ziekte legde een rem op haar politieke bezigheden. Haar politieke stijl werd als agressief en stug beschouwd, vanwege haar afwijzing van compromissen werd zij "de enige man in de regering" genoemd. Bang overleed in 1928 aan een hartkwaal en werd begraven op de begraafplaats Bispebjerg Kirkegård.
In 1999 werd de Nina Bang-Prijs ingesteld, die jaarlijks wordt uitgereikt aan een jonge Deense politica die geldt als politiek talent. Bang zelf was geen lid van de vrouwenbeweging en vond dat de rechtse vrouwenbeweging de klassenstrijd naar de achtergrond probeerde te duwen. Voor haar was de situatie van de vrouw slechts een onderdeel van de inzet van de bredere politieke strijd. De 815 meter hoge Nina Bang Bjerg op Groenland is ook naar haar vernoemd.
- Gemeinsame Normdatei: 120928558
- International Standard Name Identifier: 0000 0001 0964 9744
- Library of Congress Control Number: no98043145
- Nationale Bibliotheek van Tsjechië: jn20000700112
- Nederlandse Thesaurus van Auteursnamen: 088040739
- Système universitaire de documentation: 080092136
- Virtual International Authority File: 37760476
- WorldCat: E39PBJtCF9bgTM6W4HpbdV3vpP